# Boxeo en los Juegos Europeos de Cracovia 2023
El torneo de boxeo en los III Juegos Europeos se realizó en la Nowy Targ Arena de Nowy Targ (Polonia) del 23 al 2 de julio de 2023.
En total fueron disputadas en este deporte 13 pruebas diferentes, 7 masculinas y 6 femeninas.

## Medallistas

### Masculino
| Evento                            | Oro                            | Plata                            | Bronce                                                        |
| --------------------------------- | ------------------------------ | -------------------------------- | ------------------------------------------------------------- |
| Mosca (51 kg) (1 de julio)        | Billal Bennama · Francia       | Samet Gümüş · Turquía            | Kiaran MacDonald · Reino Unido Federico Serra · Italia        |
| Pluma (57 kg) (2 de julio)        | Javier Ibáñez Díaz · Bulgaria  | José Quiles · España             | Nebil Ibrahim · Suecia Vasile Usturoi · Bélgica               |
| Ligero (63,5 kg) (1 de julio)     | Sofiane Oumiha · Francia       | Lasha Guruli · Georgia           | Dean Clancy · Irlanda Richárd Kovács · Hungría                |
| Wélter (71 kg) (2 de julio)       | Nikolai Terteryan · Dinamarca  | Vahid Abasov · Serbia            | Tuğrulhan Erdemir · Turquía Makan Traoré · Francia            |
| Medio (80 kg) (1 de julio)        | Olexandr Jyzhniak · Ucrania    | Gabrijel Veočić · Croacia        | Salvatore Cavallaro · Italia Murad Allahverdiyev · Azerbaiyán |
| Pesado (92 kg) (1 de julio)       | Aziz Abbes Mouhiidine · Italia | Jack Marley · Irlanda            | Enmanuel Reyes Pla · España Mateusz Bereźnicki · Polonia      |
| Superpesado (+92 kg) (2 de julio) | Delicious Orie · Reino Unido   | Məhəmməd Abdullayev · Azerbaiyán | Yordan Hernández · Bulgaria Nelvie Tiafack · Alemania         |

### Femenino
| Evento                      | Oro                          | Plata                         | Bronce                                                        |
| --------------------------- | ---------------------------- | ----------------------------- | ------------------------------------------------------------- |
| Mosca (50 kg) (2 de julio)  | Buse Çakıroğlu · Turquía     | Wassila Lkhadiri · Francia    | Giordana Sorrentino · Italia Laura Fuertes Fernández · España |
| Gallo (54 kg) (1 de julio)  | Stanimira Petrova · Bulgaria | Lăcrămioara Perijoc · Rumania | Hatice Akbaş · Turquía Charley Davison · Reino Unido          |
| Pluma (57 kg) (2 de julio)  | Amina Zidani · Francia       | Svetlana Staneva · Bulgaria   | Irma Testa · Italia Michaela Walsh · Irlanda                  |
| Ligero (60 kg) (1 de julio) | Kellie Harrington · Irlanda  | Natalia Šadrina · Serbia      | Gizem Özer · Turquía Estelle Mossely · Francia                |
| Wélter (66 kg) (1 de julio) | Busenaz Sürmeneli · Turquía  | Oshin Derieuw · Bélgica       | Luca Hámori · Hungría Rosie Eccles · Reino Unido              |
| Medio (75 kg) (2 de julio)  | Aoife O'Rourke · Irlanda     | Davina-Myrha Michel · Francia | Irina Schönberger · Alemania Elżbieta Wójcik · Polonia        |

## Medallero
| Núm. | País        | Oro | Plata | Bronce | Total |
| ---- | ----------- | --- | ----- | ------ | ----- |
| 1    | Francia     | 3   | 2     | 2      | 7     |
| 2    | Turquía     | 2   | 1     | 3      | 6     |
| 3    | Irlanda     | 2   | 1     | 2      | 5     |
| 4    | Bulgaria    | 2   | 1     | 1      | 4     |
| 5    | Italia      | 1   | 0     | 4      | 5     |
| 6    | Reino Unido | 1   | 0     | 3      | 4     |
| 7    | Dinamarca   | 1   | 0     | 0      | 1     |
| 7    | Ucrania     | 1   | 0     | 0      | 1     |
| 9    | Serbia      | 0   | 2     | 0      | 2     |
| 10   | España      | 0   | 1     | 2      | 3     |
| 11   | Azerbaiyán  | 0   | 1     | 1      | 2     |
| 11   | Bélgica     | 0   | 1     | 1      | 2     |
| 13   | Croacia     | 0   | 1     | 0      | 1     |
| 13   | Georgia     | 0   | 1     | 0      | 1     |
| 13   | Rumania     | 0   | 1     | 0      | 1     |
| 16   | Alemania    | 0   | 0     | 2      | 2     |
| 16   | Hungría     | 0   | 0     | 2      | 2     |
| 16   | Polonia     | 0   | 0     | 2      | 2     |
| 19   | Suecia      | 0   | 0     | 1      | 1     |
|      | TOTAL       | 13  | 13    | 26     | 52    |